# Girolamo Gravina (missionario)
Girolamo Gravina (Caltanissetta, 1603 – Cangzhou, 4 settembre 1662) è stato un missionario gesuita italiano.
Primogenito di una famiglia nobile e ricca, a sedici anni intraprese il noviziato presso il collegio di Palermo. Terminati gli studi teologici fece richiesta di partecipazione alle "missioni dell'India" e si imbarcò a Lisbona nel 1635 con trentuno compagni, tra cui i siciliani Ludovico Buglio, Giuseppe Chiara e Francesco Brancati, e il napoletano Marcello Mastrilli. Approdò a Macao dopo un anno di viaggio.
A Shanghai, insieme a Brancati, battezzò duemilacinquecento cinesi tra il 1639 e il 1640; dal 1644 al 1648 battezzò inoltre altri tremila nativi, nonostante le persecuzioni e i tentativi di omicidio che culmineranno con il rogo della sua chiesa, che tuttavia ricostruì. Morì di inedia il 4 settembre 1662, dopo ventisette anni dal suo arrivo in Cina, a causa di una locale guerra civile che impediva l'arrivo degli alimenti a Cangzhou, ove risiedeva.